# Isometrus amboli
Espèce
Isometrus amboli est une espèce de scorpions de la famille des Buthidae.

## Distribution
Cette espèce est endémique du Maharashtra en Inde. Elle se rencontre vers Amboli.

## Description
Le mâle holotype mesure 57,7 mm et la femelle paratype 30,8 mm, les mâles mesurent de 38,4 à 57,7 mm.

## Étymologie
Son nom d'espèce lui a été donné en référence au lieu de sa découverte, Amboli.

## Publication originale
- Sulakhe, Dandekar, Padhye & Bastawade, 2020 : « Two new cryptic species of Isometrus (Scorpiones: Buthidae) from the northern Western Ghats, India. » Euscorpius, no 305, p. 1-24 (texte intégral).